# 雷切爾·沙宣·以斯拉
雷切爾·沙宣·以斯拉（英語：Rachel Sassoon Ezra，1877年5月18日—1952年1月25日），人稱以斯拉夫人，是印度一名慈善家暨社區領袖、沙逊家族的成員之一，亦是銀行家大衛·以利斯·以斯拉的妻子。

## 早年生活
雷切爾·沙宣出生於孟买，是所羅門·大衛·沙宣和弗洛拉·古貝·沙宣的女兒。她是巴格达犹太人社群的一員，亦為著名的沙逊家族之一份子；其父親是一名著名商人與慈善家；她的外祖父是大卫·沙逊，而其曾祖父則是阿尔伯特·大卫·沙逊。她的弟弟是大衛·所羅門·沙宣。

## 職業生涯

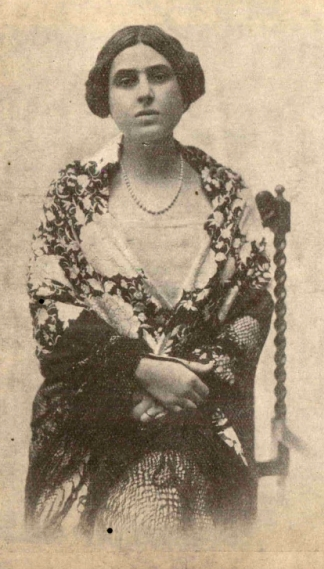
1936年左右的雷切爾·沙宣

雷切爾·沙宣於年輕時期居住於英格兰，並曾於1894～1902年間幫助其寡居的母親經營已故父親在印度的生意。身為以斯拉夫人的她，曾擔任加爾各塔猶太婦女聯盟（Jewish Women's League）的主席。她曾活躍於達弗林伯爵夫人基金會、明托夫人護理協會（Lady Minto Nursing Association）、全孟加拉婦女聯盟（All-Bengal Women's Union）、孟買婦女工作協會（Bombay Women's Work Guild）及印度全國婦女理事會（National Council of Women in India）。她亦曾為加爾各答女童軍的總幹事。1925年，她撰寫一部名為《從大馬士革到巴格達：穿越敘利亞沙漠之旅》的旅遊小冊子。1938年，正當世界宗教議會的成員在加爾各答會面時，她為這群成員撰寫了一封問候信。
在第一次及第二次世界大战期間，她開放自己的居所，以接待當時駐扎於加爾各答的猶太裔軍人與婦女。1947年，英國政府向她授予金印度皇帝獎章。1951年，她將宗教物品捐贈予位於塔斯馬尼亞州荷巴特的猶太教團體。據珀西·沙宣·古爾吉（Percy Sassoon Gourgey）在1953年的一場追悼會中總結指，「她因其慈善事業和社會服務而聞名，並曾於這些領域上得到社區和國家的認同。」

## 個人生活
1912年，雷切爾·沙宣與銀行家暨社區領袖大衛·以利斯·以斯拉爵士結婚。據歷史學家伊麗莎白·E·因伯（Elizabeth E. Imber）於2018年的一篇文章指出，「雷切爾·以斯拉和大衛·以斯拉的婚姻印證了印度兩個最強大的猶太家族之聯姻」。沙宣的丈夫於1947年逝世，而其亦於1952年，在加爾各答與世長辭，享年74歲。「雷切爾·以斯拉與大衛·以斯拉資料庫」（Rachel and David Ezra Archive）屬以色列国家图书馆「沙宣家族資料庫」（Sassoon Family Archive）的一部份。